# Otiothops
Otiothops és un gènere d'aranyes araneomorfes de la família dels palpimànids (Palpimanidae). Fou descrit per primera vegada l'any 1839 per MacLeay.
Les espècies d'aquest gènere viuen a Amèrica del Sud, les Antilles i Amèrica Central, excepte Otiothops namratae que es troba a l'Índia, tot i que la seva pertinença genèrica està en disputa.

## Taxonomia
Segons el World Spider Catalog amb data de desembre de 2018, Otiothops te reconegudes les següents espècies:
- Otiothops alayoni  Cala-Riquelme & Agnarsson, 2014
- Otiothops amazonicus  Simon, 1887
- Otiothops atalaia  Castro, Baptista, Grismado & Ramírez, 2015
- Otiothops atlanticus  Platnick, Grismado & Ramírez, 1999
- Otiothops baculus  Platnick, 1975
- Otiothops besotes  Cala-Riquelme & Agnarsson, 2018
- Otiothops birabeni  Mello-Leitão, 1945
- Otiothops brevis  Simon, 1893
- Otiothops calcaratus  Mello-Leitão, 1927
- Otiothops chicaque  Cala-Riquelme, Quijano-Cuervo & Agnarsson, 2018
- Otiothops clavus  Platnick, 1975
- Otiothops contus  Platnick, 1975
- Otiothops curua  Brescovit, Bonaldo & Barreiros, 2007
- Otiothops doctorstrange  Cala-Riquelme & Quijano-Cuervo, 2018
- Otiothops dubius  Mello-Leitão, 1927
- Otiothops facis  Platnick, 1975
- Otiothops franzi  Wunderlich, 1999
- Otiothops fulvus  (Mello-Leitão, 1932)
- Otiothops germaini  Simon, 1927
- Otiothops giralunas  Grismado, 2002
- Otiothops goloboffi  Grismado, 1996
- Otiothops gounellei  Simon, 1887
- Otiothops goytacaz  Castro, Baptista, Grismado & Ramírez, 2015
- Otiothops helena  Brescovit & Bonaldo, 1993
- Otiothops hoeferi  Brescovit & Bonaldo, 1993
- Otiothops iguazu  Grismado, 2008
- Otiothops inflatus  Platnick, 1975
- Otiothops intortus  Platnick, 1975
- Otiothops kathiae  Piacentini, Ávila, Pérez & Grismado, 2013
- Otiothops kochalkai  Platnick, 1978
- Otiothops lajeado  Buckup & Ott, 2004
- Otiothops loris  Platnick, 1975
- Otiothops luteus  (Keyserling, 1891)
- Otiothops macleayi  Banks, 1929
- Otiothops namratae  Pillai, 2006
- Otiothops naokii  Piacentini, Ávila, Pérez & Grismado, 2013
- Otiothops oblongus  Simon, 1892
- Otiothops payak  Grismado & Ramírez, 2002
- Otiothops pentucus  Chickering, 1967
- Otiothops pilleus  Platnick, 1975
- Otiothops platnicki  Wunderlich, 1999
- Otiothops puraquequara  Brescovit, Bonaldo & Barreiros, 2007
- Otiothops recurvus  Platnick, 1976
- Otiothops setosus  Mello-Leitão, 1927
- Otiothops typicus  (Mello-Leitão, 1927)
- Otiothops vaupes  Cala-Riquelme, Quijano-Cuervo & Agnarsson, 2018
- Otiothops walckenaeri  MacLeay, 1839
- Otiothops whitticki  Mello-Leitão, 1940